# BNB (暗号通貨)
BNB(現：Build and Build, 旧：Binance Coin)は、Binanceの独自ブロックチェーンBNB Chainのネイティブトークンである。
2022年2月15日に、Binanceは独自ブロックチェーンである「Binance Chain」と「Binance Smart Chain」の名称を、それぞれ「BNB Beacon Chain」と「BNB Smart Chain」に変更し、それらを総称して「BNB Chain」と呼称したが、併せて仮想通貨BNB(旧：Binance Coin)もBuild and Buildに名称変更された。海外取引所である「Binance」という名称がBNBから完全に取り除かれ、1つの取引所の枠を超えてコミュニティ主導で継続的な開発が行われていることを強調する名称となった。
BNB ChainのネイティブトークンであるBNBは、チェーン上のトランザクションのガス代として機能すると同時に、ネットワーク全体のガバナンストークンとしても機能する。
2023年10月13日時点では、時価総額は約4.7兆円となっており、仮想通貨時価総額ランキングでは、ビットコイン、イーサリアム、USDTに続く第4位に位置する。

## 歴史
BNBは2017年7月に総供給量2億枚を上限に、新規仮想通貨公開(ICO)が行われ、1億枚が一般投資家に向けて販売され、残りの8000万枚が創業者と開発チーム、2000万枚がエンジェル投資家に割り当てられた。
当初はイーサリアムトークンとして始まり、後に2020年9月にローンチされたBinance Smart Chain(現：BNB Smart Chain)に移行した。
2022年2月15日、Binance CoinからBuild and Buildに名称が変更されることが発表された。

## トークノミクス
BNBは2017年7月に総供給量約2億枚が全て発行済み。市場における循環枚数を減らすためにバーンが行われており、1億枚まで減らすことが計画されている。
BNBのバーンの手法には、ガス代の一部がバーンされる「Real-Time Burn」と、Binanceが四半期に一度自動で買い戻しを行う「Quartely Auto-Burn」の2種類がある。2023年10月13日時点では、これまで総供給量の24%に当たる合計4800万枚のBNBがバーンされている。